# Leucophora dissimilis
Leucophora dissimilis är en tvåvingeart som först beskrevs av Villeneuve 1920.  Leucophora dissimilis ingår i släktet Leucophora och familjen blomsterflugor. Inga underarter finns listade i Catalogue of Life.